# Parco Virgiliano (Roma)
Il Parco Virgiliano o Parco Nemorense è sito in Via Nemorense, nel quartiere Trieste a Roma.

## Storia
Il parco è stato progettato dal famoso architetto di giardini Raffaele De Vico (suo anche il giardino di Piazza Mazzini e i giardini di via dei Fori Imperiali), con l'intento di creare un parco con viali: un viale principale cinge tutto il parco, mentre tre traverse di questo portano ai giochi per bambini, al caffè ed all'ala concerti. Un piazzale, posto a sud, è arricchito da laghetti sviluppati con il classico stile di De Vico, che voleva ricordare un paesaggio naturale.
Nel 1933 fu costruito uno chalet in passato usato come caffè ed oggi utilizzato come chiosco di bibite e panini. Il parco fu abbellito da piante mediante un criterio sistematico: il viale principale era abbellito da tigli, il viale del laghetto dai pini ed i viali secondari da lecci e da prunus pissardi. Negli anni ottanta del XX secolo il parco è stato restaurato e riportato al primitivo aspetto. De Vico progettò la pista di pattinaggio, la piazza per il teatro per i bambini e la cavea per i concerti all'aperto, tra l'altro la cavea non fu mai realizzata, al suo posto venne costruito lo chalet rustico. Inoltre, nel parco vi è un campo di bocce e due fontanelle in travertino a forma di conchiglia e di ramo di fico, la fuoriuscita di acqua è garantita da un mascherone. Il nome del parco è stato dedicato al poeta Virgilio in occasione del bimillenario della nascita. La villa venne inaugurata da Benito Mussolini, andando a completare un quartiere voluto e pensato per ospitare gli impiegati dello stato (INCIS).